# Planta de Tractores de Cheliábinsk
La Planta de tractores de Cheliábinsk (del ruso: Челябинский тракторный завод), Cheliábinski traktorny zavod, abreviada en ruso: ЧТЗ, ChTZ), y a su vez conocida como la ChTZ-Uraltrak (en ruso: ЧТЗ-УРАЛТРАК, es una planta de producción de tractores y maquinaria para la construcción, así como la fabricación de motores diésel ubicada en la ciudad rusa de Cheliábinsk.

## Historia

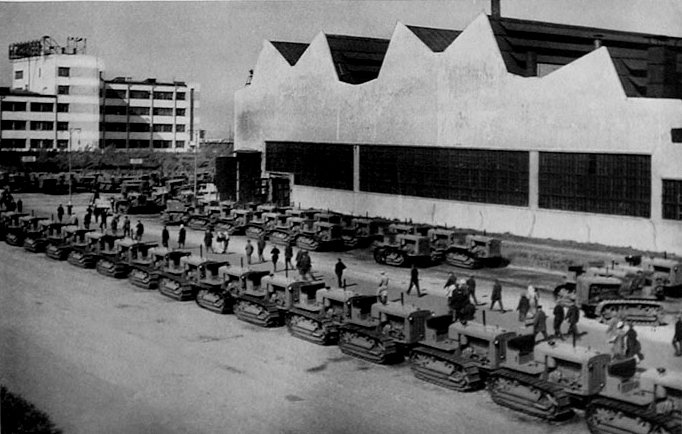
Las instalaciones de la Cheliábinski Traktorny Zavod (ChTZ) en los años 1930, después; se convertiría en uno de los grandes de la industria pesada soviética, ahora rusa.

Su fundación data del año 1933; siendo su primer producto un tractor sobre orugas (buldózer) de 60 caballos (45 kW) denominado Tractor С-60 (Сталинец-60), alimentado por bencina. En 1937 dicha planta fábrica su primer tractor impulsado por un motor diésel denominado Tractor C-65 (Сталинец-65). Para el año de 1940 la planta ya había producido unos 100 000 tractores.
En esta misma década los ingenieros en la Planta de Tractores de Cheliábinsk comienzan la producción de los carros de combate (T-34, SU-152) para luego destinarlos al esfuerzo de guerra soviético.
Durante el transcurso de la Segunda Guerra Mundial la planta sería renombrada como la Cheliábinsk Kirov Narkomtankprom Plant, y luego sería expandida tras los esfuerzos de reubicación estalinistas de toda la capacidad productiva soviética de las áreas de la Rusia occidental a la Rusia oriental, para así ponerlas lejos del alcance alemán. Debido al rápido restablecimiento de sus factorías y su sorprendente conversión a la producción total de tanques en una escala masiva en 1941, la planta de Cheliábinsk se ganó el mote de Tankogrado (Ciudad Tanque). En 1945, esta planta sería premiada con la orden de Kutuzov, en la 1.ª Categoría, y obtendría otros honores y condecoraciones por sus grandes esfuerzos en la ayuda a derrotar a las tropas de la Alemania nacionalsocialista.
Tras la guerra, la producción de tractores convencionales sería reasumida, y se comienza con el Tractor C-80 (Сталинец-80), que entra a su producción en serie en el año de 1946. Esta planta revirtió el nombre anterior a su nombre original en 1958. En 1961 se da lugar a la producción de un tractor diésel con transmisión y mandos eléctricos: el DET-250 (ДЭТ-250). El tractor un millón saldría de sus líneas en 1984. Luego en el año 1990, un tractor con una transmisión hidromecánica entró en producción (el T-10).
En el año 2008, esta compañía adquiere el 100% del productor de vehículos anfíbios y de otra clase de maquinaria «Vityaz» (Витязь); Ahora ambos forman parte del conglomerado Uralvagonzavod cuando el grupo Uraltrak establece una asociación con las otras compañías del conglomerado en cuestión.

## Operaciones y productos

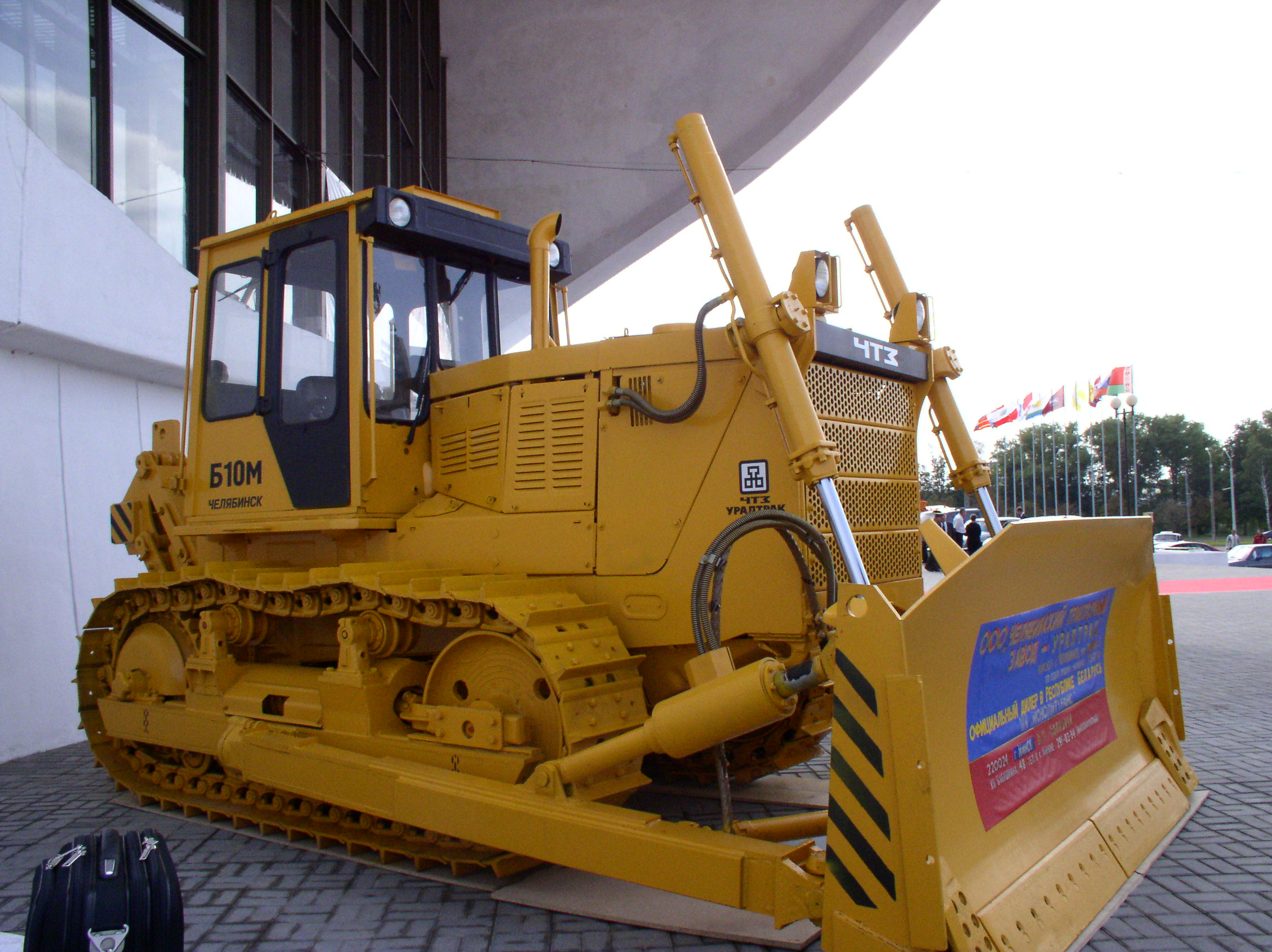
Buldózer B10M (modelo 2004).

En la organización se cuentan instalaciones de forja y fundición de metales, ingeniería de piezas y de metalistería (tornos y mesas CNC, latonería y estampado, tratamientos térmicos/químicos a piezas de metal, entre otros) así como las partes relacionadas para labores de construcción y el ensamblaje de maquinarias.
En el 2011, la Planta de Tractores de Cheliábinsk produce tractores sobre orugas y sobre ruedas; así como vehículos relacionados y modifica los mismos para propósitos especiales, y sus partes relacionadas, así como motores para tractores de hasta~1000 HP (745,7 kW).
Desde el año 2010, la compañía ha manufacturado montacargas bajo licencia de la firma Búlgara Balkancar Record.
La empresa a su vez produce chasis especiales para remolques y semiremolques; como carrotanques, semi-traílers y vehículos mezcladores de concreto.

### Planta de ingeniería y construcción de maquinariaVítyaz
Desde el año 2008 la Planta de ingeniería y construcción de maquinaria 'Vítyaz' (del ruso: 'Машиностроительная компания "Витязь"') es una subsidiaria del conglomerado industrial ChTZ-Uraltrak. Esta compañía también produce vehículos todo-terreno sobre orugas y algunos con capacidad anfíbia.

## Premios otorgados
- Orden de Lenin (1944, 1945, 1971)

- La planta fue condecorada con la Orden de Lenin como una planta modelo de ejercicio (en 1944 y 1971), y posteriormente dicha condecoración se le asigna también a la oficina de diseño de motores diésel (1945).

- Orden de la Bandera Roja del Trabajo (1983)
- Orden de Kutúzov en 1.er grado (1945)
- Orden de la Estrella Roja (1944).
- 12 trabajadores de la planta han sido galardonados con el título de Héroe del Trabajo Socialista.
- El 25 de agosto de 2003, la Empresa "CTP - Uraltrak" fue condecorada con la Orden de la Amistad de la República de Vietnam.[12]
- En diciembre de 2010, la planta recibe el premio '"Los mejores productos de Rusia" con sus productos como el montacargas medio T-13 y el buldózer PK-65.[13]
- En el 2011, el número de premios recibidos aumenta de nuevo para la ChTZ con el buldózer B8. Este producto entraría entre los veinte productos más vendidos hechos en la región de Cheliábinsk, y en noviembre ganó el concurso "100 mejores productos de Rusia".[14]
- En el año 2011, la producción de la planta ChTZ entraría en los mejores cien productos de los Urales del Sur, y el Ministerio de Desarrollo Económico ha adjudicado a la planta el premio en la categoría del «Mejor en la industria exportadora rusa» con el premio para sus tractores y vehículos para uso industrial.

## Productos históricos
|              |
| Tractor S-65 |

|                  |
| Buldózer DET-250 |

|               |
| Tractor T-100 |

|               |
| Tractor T-130 |

|                     |
| Niveladora T-100MGP |

|                                                                          |
| Dos buldózer, a la izquierda el T-100 y a la derecha el T-108 de la ChTZ |